# Jan Domański (komunista)
Jan Domański pseud. Długi, Jan Kurek (ur. 2 listopada 1886 w Warszawie, zm. 9 września 1966 tamże) – działacz socjalistyczny i komunistyczny.

## Życiorys

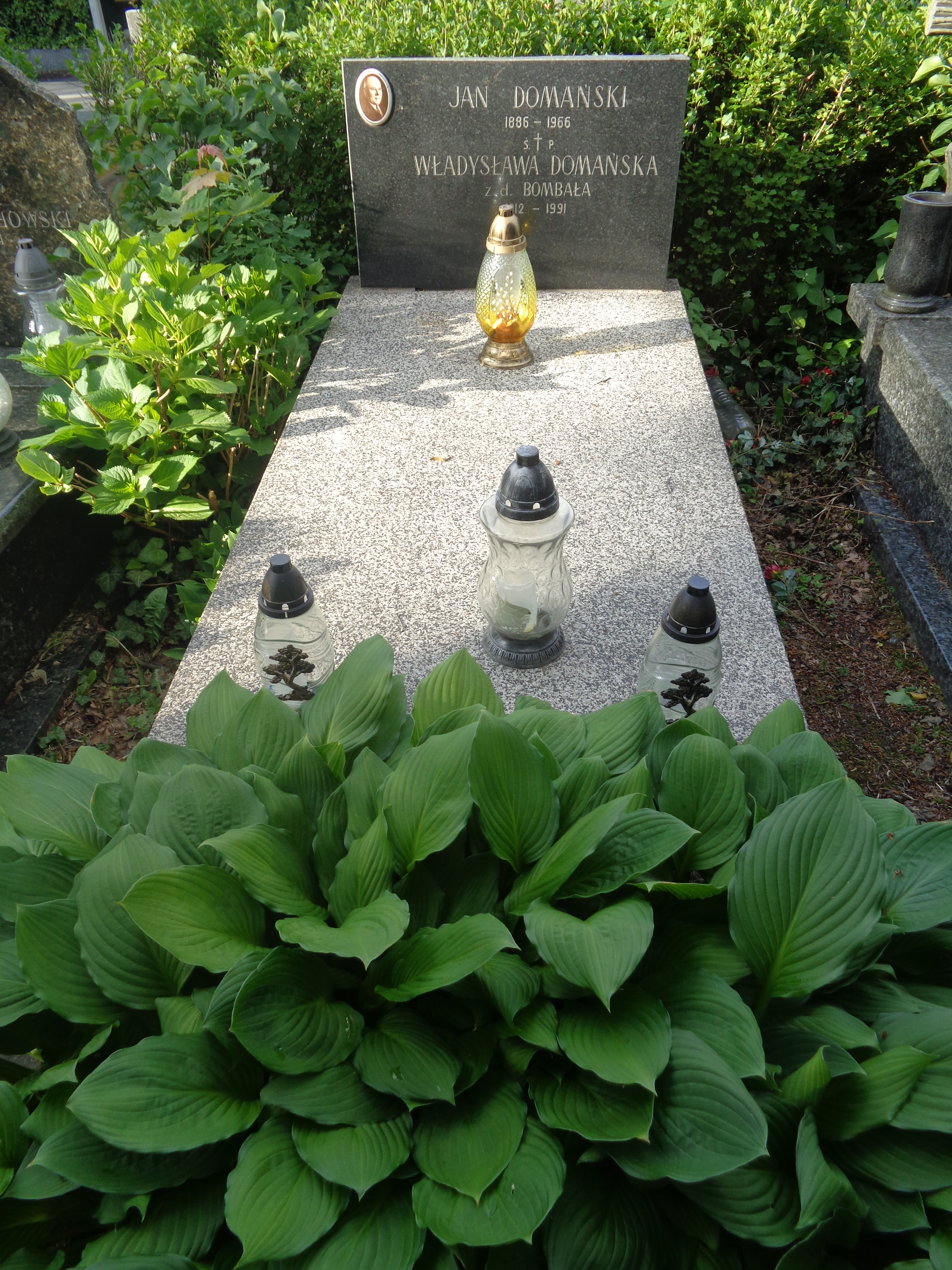
Nagrobek Jana Domańskiego na Cmentarzu Komunalnym na Powązkach w Warszawie

W 1904 podjął pracę w Fabryce Wyrobów Metalowych „Labor” i wstąpił do PPS. Kolportował nielegalną literaturę socjalistyczną, później został członkiem Organizacji Bojowej PPS i brał udział w akcjach, m.in. zabójstwie rewirowego i prokuratora. W latach 1906–1910 więziony w  twierdzach Modlin i Brześć, po zwolnieniu działał w PPS-Lewicy. W styczniu 1911 aresztowany i oskarżony o udział w dwóch napadach, zwolniony z braku dowodów. 
Podczas I wojny światowej organizował kuchnie robotnicze i spółdzielnie i pracował w Towarzystwie Szerzenia Wiedzy Handlowej i Przemysłowej (od lipca 1916 pod nazwą: Towarzystwo „Wiedza Robotnicza”), przewodniczący praskiego oddziału Towarzystwa i członek zarządu. Z ramienia PPS-Lewicy wziął udział w I Zjeździe KPP. 29 grudnia 1918 współorganizował manifestację pod Hotelem Bruhlowskim przeciwko uwięzieniu członków misji Rosyjskiego Czerwonego Krzyża. W styczniu 1919 został aresztowany w związku z zamknięciem przez policję „Wiedzy Robotniczej” i do maja 1920 był więziony w Modlinie. Następnie internowany m.in. w Cytadeli Warszawskiej. Po zwolnieniu w 1922 został sekretarzem Komitetu Dzielnicowego (KD) KPP Warszawa-Praga. W 1934 wstąpił do Stowarzyszenia Byłych Więźniów Politycznych. 
Podczas okupacji niemieckiej członek Stowarzyszenia Przyjaciół ZSRR i PPR (od 1944). Od 1945 kierownik XIV Obwodu Informacji i Propagandy. 1946-1948 kierownik kina „Syrena”, później dyrektorem Okręgowego Zarządu Kin i dyrektorem Warszawskich Zakładów Przemysłu Gumowego. 
Został pochowany na Cmentarzu Komunalnym na Powązkach (kwatera B2-4-8).
Był odznaczony Orderem Sztandaru Pracy I klasy.